# Monumento a Giordano Bruno (Roma)
El Monumento a Giordano Bruno, creado por Ettore Ferrari, fue erigido en 1889 en la plaza Campo de' Fiori en Roma, Italia, para conmemorar al filósofo italiano Giordano Bruno, que fue quemado allí en 1600. Desde sus inicios, la idea de un monumento dedicado al hereje ejecutado, ubicado en Roma, una vez capital de los Estados Pontificios, creó controversia entre los anticlericales y los más alineados con la Iglesia católica.

## Descripción
La inscripción en la base dice:

A BRUNO - IL SECOLO DA LUI DIVINATO - QUI DOVE IL ROGO ARSE

(A Bruno - La edad que predijo (erigió este monumento) - Aquí donde ardió la hoguera) 
A lo largo de la parte superior del plinto hay ocho medallones con relieves de busto, que representan al veneciano Paolo Sarpi, al calabrés Tommaso Campanella, al francés Petrus Ramus, al romano Lucilio Vanini, al italiano Aonio Paleario , al español Miguel Servet, al inglés John Wycliffe y al bohemio Jan Hus. En 1991, se redescubrió que el medallón con un busto de Vanini, también tenía un pequeño retrato de Martín Lutero. Todos estos individuos se habían enfrentado con las autoridades religiosas, todos menos Servet (quien fue quemado por herejía por los calvinistas suizos) tenían conflictos con la iglesia católica. El medallón que representa a Paolo Sarpi, anteriormente estaba destinado a representar a Galileo, pero dado que el astrónomo se había retractado de sus creencias, no se sintió que correspondiera con los otros pensadores recalcitrantes.

## Historia

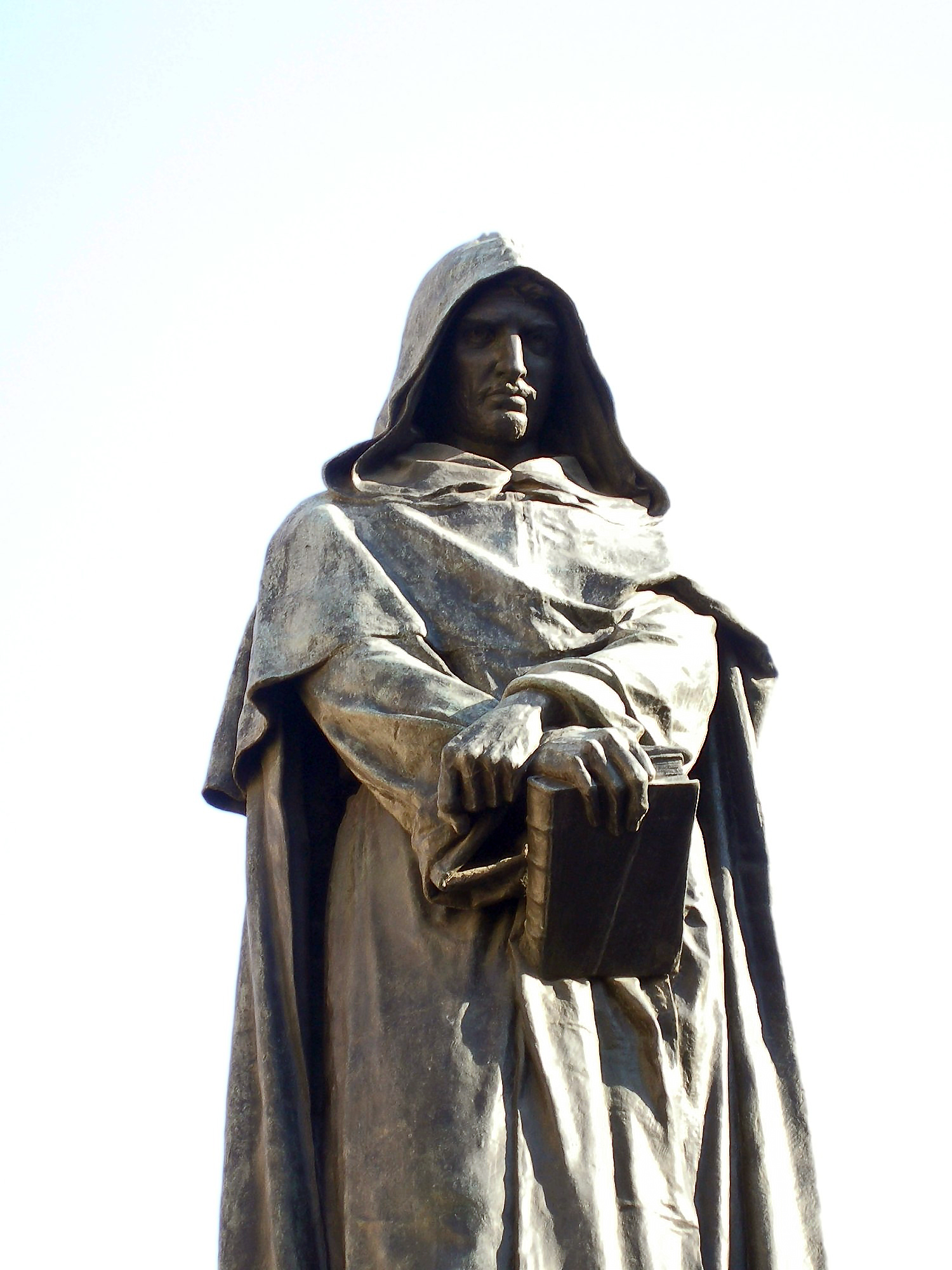
Primer plano de la estatua.

El escultor Ettore Ferrari se convertiría más tarde en el Gran maestre del Grand Oriente de Italia, la jurisdicción francmasónica de Italia. Los masones habían apoyado firmemente la eliminación del gobierno papal de Roma y su incorporación a una república o la unificación de Italia bajo la monarquía piamontesa de Saboya. Sus otras esculturas incluyen un monumento en Rovigo dedicado a Giuseppe Garibaldi, quien luchó por la independencia italiana.
El 20 de abril de 1884, el Papa León XIII publicó la encíclica Humanum genus. Poco después, los masones decidieron crear una estatua del panteísta Giordano Bruno. El monumento fue financiado con donaciones privadas, principalmente una suscripción iniciada por estudiantes de la Universidad de Roma, y los consejos nacionales de estado no impidieron su erección. El consejo del municipio de Roma aprobó el 10 de diciembre de 1888, por votación de 36 a 13, la ubicación del monumento en el Campo di Fiori. Hubo una fuerte oposición por parte de la iglesia católica contra lo que se consideraba una ofensa contra la religión.
La estatua se inauguró el 9 de junio de 1889, en el lugar donde Bruno fue quemado en la hoguera por herejía el 17 de febrero de 1600, y el político radical Giovanni Bovio pronunció un discurso rodeado de unas 100 banderas masónicas. Dado que miles de personas y estudiantes alineados con movimientos anticlericales se habían congregado en Roma para la inauguración, el Vaticano cerró el museo y advirtió a las iglesias y parroquias locales que cerraran sus puertas para evitar confrontaciones o incidentes de lo que consideraban una turba atea. En octubre de 1890, el Papa León XIII emitió una nueva advertencia a Italia en su encíclica Ab Apostolici contra la masonería y comentó sobre el monumento en el siguiente pasaje:
"aquella obra eminentemente sectaria, la erección del monumento al renombrado apóstata de Nola, que, con la ayuda y favor del gobierno, fue promovida, determinada y realizada por medio de la masonería, cuyos portavoces más autorizados no se avergonzaron de reconocer su propósito y declarar su significado. Su propósito era insultar al Papado; su significado de que, en lugar de la fe católica, debe sustituirse ahora la más absoluta libertad de examen, de crítica, de pensamiento y de conciencia: y es bien sabido lo que se entiende por tal lenguaje en boca de las sectas." 
|                               |
| Medallones Sarpi y Campanella |

|                           |
| Medallones Ramus y Vanini |

|                               |
| Medallones Paleario y Serveto |

|                              |
| Medallones de Wycliffe y Hus |

## En la actualidad
Cada año, en el aniversario de su ejecución, varios grupos de librepensadores -masones, ateos, panteístas- se reúnen en el monumento, y un representante de la alcaldía de Roma deposita una ofrenda floral a sus pies.
El 2 de marzo de 2008 se colocó en la estación Potsdamer Platz en Berlín, Alemania, una estatua de una figura humana estirada de pie sobre su cabeza diseñada por Alexander Polzin, que representa la muerte de Bruno en la hoguera.